# Staatlicher Hofkeller Würzburg
Koordinaten: 49° 47′ 38,1″ N, 9° 56′ 17,8″ O

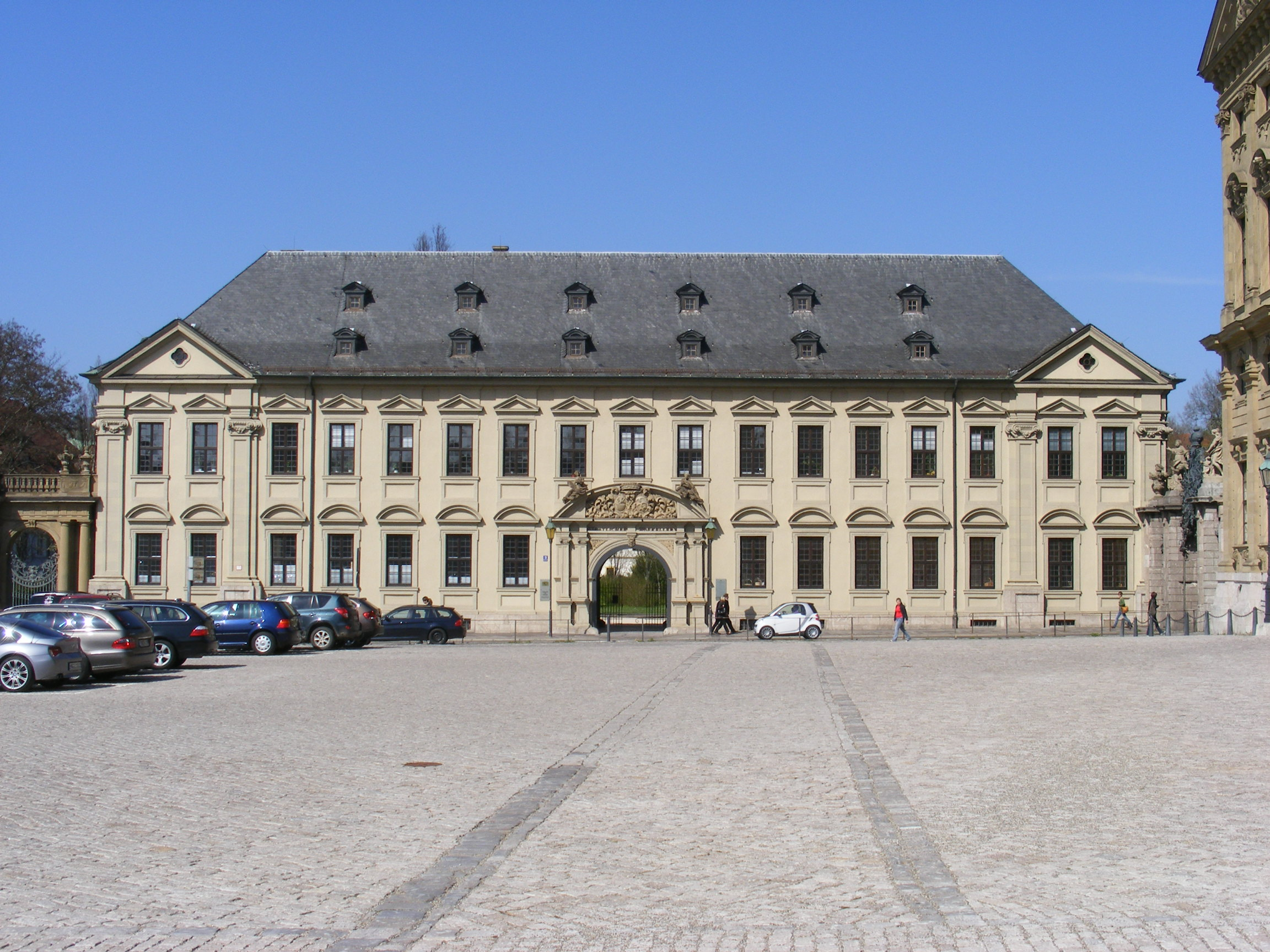
Verwaltungsgebäude (Rosenbachpalais) neben der Fürstbischöflichen Residenz

Der Staatliche Hofkeller Würzburg ist ein Weingut in Franken, das sich im Besitz des Freistaates Bayern befindet. Mit einer Rebfläche von 120 Hektar, die über eine große Fläche in Franken verteilt sind, und einer Jahresproduktion von etwa 800.000 Flaschen ist es das drittgrößte Weingut in Deutschland.

## Verwaltung im Rosenbachpalais
Der Hofkeller geht auf eine Schenkungsurkunde von 1128 zurück und ist damit eines der ältesten urkundlich belegten Weingüter in Deutschland. Das Weingut befindet sich seit der Gründung ohne Unterbrechung im Besitz der jeweiligen regierenden Macht. Es hat seinen Sitz im Würzburger Rosenbachpalais (benannt nach dem Fürstbischof Johann Hartmann von Rosenbach, geschaffen um 1700 von Antonio Petrini), Residenzplatz 3.

## Anbau

### Gesteinsformationen
Der Staatliche Hofkeller Würzburg baut Weine auf vier unterschiedlichen Gesteinsformationen in Franken aus: Urgestein, Muschelkalk, Gipskeuper und Buntsandstein. Die Anbaugebiete sind: Alzenauer Weinregion, Churfranken, Main Himmelreich, Frankens Saalestück, Mittelmain, MainSüden, Schwanberger Land, Weinparadies.

### Rebsorten
Die Rebsorten umfassen die weißen Sorten Riesling, Silvaner, Müller-Thurgau, Rieslaner, Weißer Burgunder, Scheurebe sowie diverse Sorten zur Erzeugung von Rotwein. Die Weine werden in den Kellern unter der Residenz ausgebaut.

### Lagen
In Randersacker werden die Lagen Marsberg, Teufelskeller, Lämmerberg und Pfülben bewirtschaftet. Die Lage Randersackerer Pfülben (von mittelhochdeutsch Pfülwen = Kissen) liegt westlich von Randersacker und wächst auf steil abfallenden Hängen in Südwestlage. Die Lage Hörsteiner Abtsberg liegt an den Ausläufern des Spessartrückens. Die Böden sind Urgestein aus Gnais, Glimmerschiefer, Granit und Basalt. Hier befand sich ein Sommersitz der Äbte. Die Lage Würzburger Innere Leiste befindet sich südlich unterhalb der Würzburger Festung Marienberg und des Maschikuliturms. Die Böden bestehen aus tonhaltigem Kalkstein. Die Lage Würzburger Schlossberg erstreckt sich unterhalb der Festung zum Main hin. Die Ortsweinlage Handthal befindet sich beim Naturpark Steigerwald.

## Qualitätsstufen
Der Staatliche Hofkeller Würzburg gehört dem Verband Deutscher Prädikatsweingüter (VDP) an und klassifiziert seine Weine entsprechend.
Besonderes Augenmerk wird auf die Großen Gewächse (entspricht VDP.Große Lage) gelegt, deren Lagen bereits durch die königlich bayerische Bodenbewertung von 1828 klassifiziert wurden. Es werden höchstens 50 hl/ha mit einem Mindestmostgewicht von 90 Grad Oechsle erzeugt.
Die Weine werden trocken ausgebaut und erst ab September des Folgejahres vermarktet. Diese Lagen sind: Randersackerer Pfülben, Würzburger Innere Leiste, Würzburger Stein. Die Weine werden in Bocksbeutelflaschen abgefüllt.
Des Weiteren werden Weine aus Trauben VDP.Erste Lage vermarktet, die selektiv von Hand geerntet werden, mit Erträgen von maximal 60 hl/ha. VDP.Ortsweine stammen aus Weinbergen innerhalb einer Ortsgemarkung mit einem Ertrag von höchstens 75 hl/ha. Die Gutsweine sind Rebsortenweine, die als Cuvée ohne Lagenbezeichnung in Bordeauxflaschen abgefüllt werden.
In der Klassifizierung des Weinführers Gault Millau WeinGuide erhielt er drei Weintrauben; bei Eichelmann 2,5 Sterne. Die Traubenerzeugung ist umweltschonend, die Traubenverarbeitung qualitätserhaltend.

## Der Keller unter der Residenz

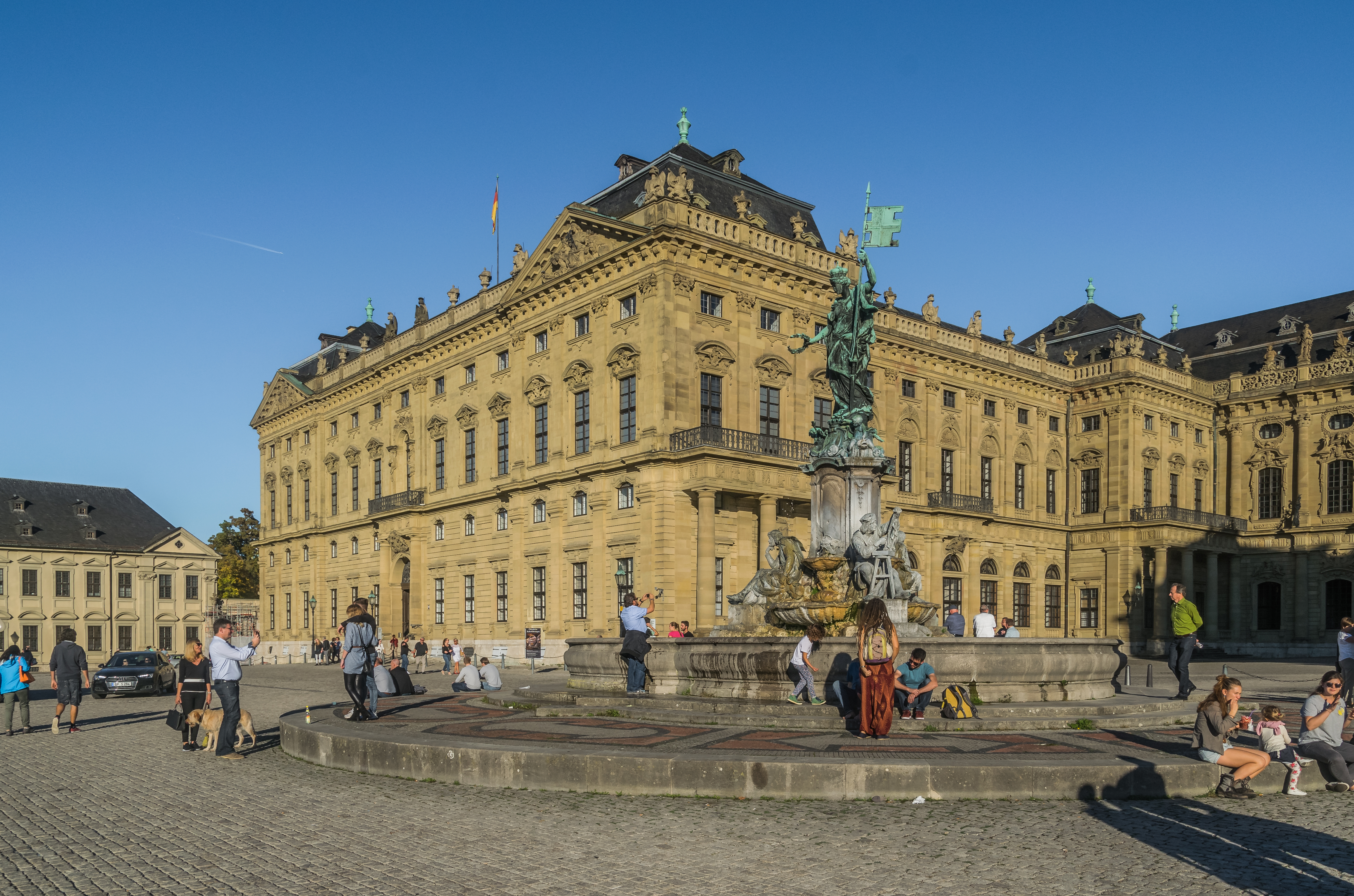
Flügel der Würzburger Residenz mit Frankonia-Brunnen

Wie die übrigen beiden großen Würzburger Weingüter – Juliusspital Würzburg und Bürgerspital zum Heiligen Geist – veranstaltet der aus den Weinbergen des Fürstbischofs hervorgegangene Staatliche Hofkeller ein jährliches Weinfest bzw. Gartenfest im Residenzgarten, bietet Kellerführungen an und hat einen Direktverkauf im benachbarten Rosenbachpalais für private Kunden. Die Kellerführung beginnt am Frankoniabrunnen vor der Würzburger Residenz und führt in das Kellergewölbe unter dem Nordflügel der Residenz.

### Der Weinkeller
Die UNESCO hat die Kellergewölbe, gemeinsam mit der darüber liegenden Residenz, im Jahr 1981 in den Rang eines Weltkulturerbes erhoben. Die Gewölbe bestehen aus bis fünf Meter dicken Mauern und wurden von Balthasar Neumann zusammen mit der Residenz 1720–1744 konstruiert. Der Hauptteil der Residenz ist aus statischen Gründen nicht unterkellert. Der Südflügel hingegen ist unterkellert und beherbergt die Stahltanks für die Gärung des Traubensaftes. Im Nordflügel befindet sich der Keller mit etwa 300 Holzfässern, die ca. 700.000 Liter fassen können.

### Närrische Weinprobe
Ein Teil des Nordflügels dient nur als Rahmen für Weinproben großer Gesellschaften von rund 100 Personen. Beispielsweise findet dort zu Beginn der Fastnachtszeit eine vom Bayerischen Fernsehen übertragene närrische Weinprobe statt, in der sich Weinverkostung und närrische Reden abwechseln. Der Weinkeller wird während der Führung mit einer Vielzahl von Kerzen erleuchtet. Dies ist ein Brauch aus alter Zeit, um so den Sauerstoffgehalt der Kellerluft zu testen. Während der Bombardierung Würzburgs wurde ein kleiner Teil der Kellerdecke zerstört. Der Keller hat eine Fläche von 4557 Quadratmetern, eine Länge von 891 Metern und eine Gewölbehöhe von bis zu sechs Metern. Ein 63 Meter langer Gang aus den 1960er Jahren verbindet unterhalb des Ehrenhofplatzes die ursprünglich getrennten nördlichen und südlichen Kellerteile miteinander.

### Berühmte Fässer und Raritäten
Im Staatlichen Hofkeller steht unter anderem das Schwedenfass, das nachträglich für den Jahrtausendwein des Jahres 1540 angefertigt wurde. In den drei Beamtenweinfässern wurde der Wein-Sold (Naturallohn) für die Hofbediensteten gelagert. Diese drei Fässer wurden 1784 erbaut und haben ein Gesamtvolumen von 100.000 Liter. In der Schatzkammer im Bacchuskeller werden Weinraritäten aufbewahrt und ausgestellt.

## Auszeichnungen
- 3 Trauben Gault Millau 2021[14]
- 2,5 Sterne Eichelmann Weinführer 2022[1]
- 1 Punkt Feinschmecker Weinführer 2014
- 3 Sterne Wein-Plus 2014
- 2 Sterne Johnson Weinführer 2014

## Besitzverhältnisse
- 1128: Schenkung eines Grundstücks in Zell des Würzburger Bischofs Embricho an die Ordensbrüder zur Gründung eines Klosters[15]
- 1168: Fürstbischöflicher Hofkeller
- 1814: Königlich Bayerischer Hofkeller
- 1918: Staatlicher Hofkeller Würzburg